# Okręg wyborczy Manchester East
Okręg wyborczy Manchester East powstał w 1885 r. i wysyłał do brytyjskiej Izby Gmin jednego deputowanego. Okręg obejmował wschodnią część Manchesteru. Został zlikwidowany w 1918 r.

## Deputowani do brytyjskiej Izby Gmin z okręgu Manchester East
- 1885–1906: Arthur Balfour, Partia Konserwatywna
- 1906–1910: Thomas Gardner Horridge, Partia Liberalna
- 1910–1918: John Edward Sutton, Partia Pracy